# Consiliul Suprem de Apărare a Țării

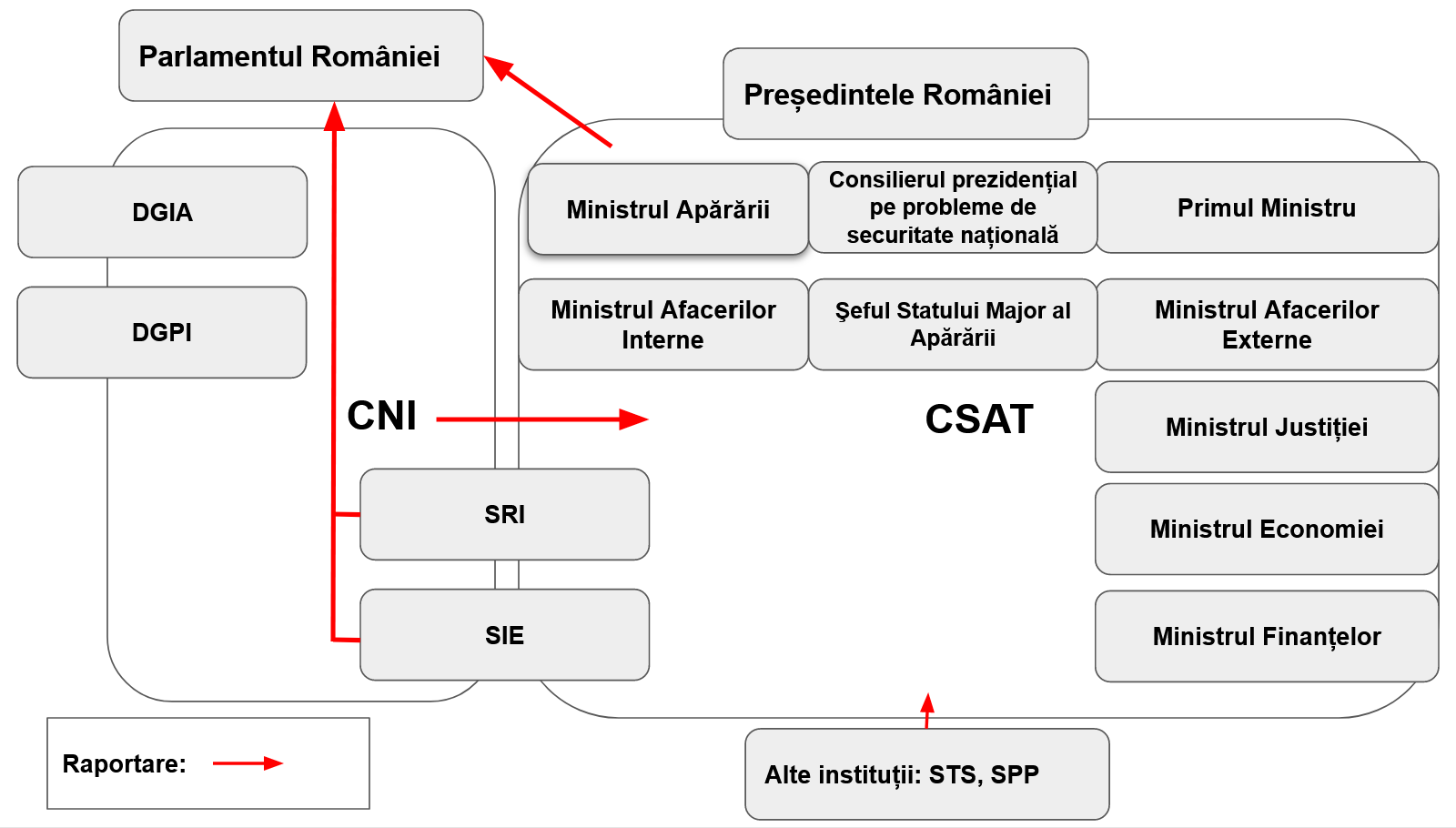
Arhitectura sistemului național de securitate

Consiliul Suprem de Apărare a Țării (CSAT) este o autoritate administrativă autonomă din România, care are atribuții în organizarea și coordonarea unitară a activităților care privesc apărarea țării și siguranța națională. 
Această autoritate se află sub controlul Parlamentului României, în acest sens, activitatea Consiliului Suprem de Apărare a Țării este supusă examinării și verificării parlamentare, conform  legii 415/2002.
Consiliul Suprem de Apărare a Țării prezintă rapoarte asupra activității desfășurate în ședința comună a Camerei Deputaților și Senatului. Acestea trebuie prezentate anual, nu mai târziu de primul trimestru al anului următor, precum și la cererea comisiilor permanente de specialitate ale Parlamentului sau ori de câte ori se consideră necesar.
Echivalentul moldovenesc al acestei instituții de profil e Consiliul Suprem de Securitate.

## Componență
Președintele României conduce lucrările CSAT-iste, prim-ministrul Guvernului României îndeplinind funcția de vicepreședinte al consiliului. Ceilalți membri ai Consiliului Suprem de Apărare a Țării sunt: 
- Ministrul Apărării Naționale
- Ministrul Afacerilor Interne
- Ministrul Afacerilor Externe
- Ministrul Justiției
- Ministrul Economiei, Comerțului și Mediului de Afaceri
- Ministrul Finanțelor Publice
- Directorul Serviciului Român de Informații
- Directorul Serviciului de Informații Externe
- Șeful Statului Major General
- Consilierul prezidențial pentru securitate națională. [4]

## Organizare
Președintele României îndeplinește funcția de președinte al Consiliului Suprem de Apărare a Țării iar Primul-ministru al Guvernului României îndeplinește funcția de vicepreședinte. Ședințele Consiliului Suprem de Apărare a Țării au caracter secret, acestea fiind conduse de președinte, iar, în absența sa, acestea sunt conduse de primul ministru. Președintele este și cel care stabilește ordinea de zi . 
Consiliul Suprem de Apărare a Țării se convoacă de președintele acestuia, trimestrial sau ori de câte ori este necesar. De asemenea, poate fi convocat și la inițiativa a cel puțin o treime din numărul membrilor săi. Pentru a funționa este nevoie de prezența a cel puțin două treimi din numărul membrilor. CSAT-ul poate adopa hotărâri prin consens, acestea trebuind apoi semnate de către Președintele României .
Consiliul Suprem de Apărare a Țării dispune de un secretariat care funcționează în cadrul Administrației Prezidențiale, dar și de un secretar, care este numit de Președintele României și are rang de consilier de stat în cadrul Administrației Prezidențiale. Atribuțiile, organizarea și funcționarea secretariatului  se stabilesc prin hotărâre a CSAT. Din 2015, Secretarul CSAT-ist este Mihai Șomordolea .
Reprezentanți din Parlament, administrația publică centrală și locală, organizațiile neguvernamentale, alte instituții publice cu responsabilități în domeniul apărării și siguranței naționale, precum și reprezentanții societății civilepersoane a căror prezenta este necesară în raport cu problemele aflate pe agenda de lucru, pot participa, în calitate de invitați, la lucrările Consiliului Suprem de Apărare a Țării, cu aprobarea președintelui .

## Instituții în cadrul CSAT-ului
În noiembrie 2005, în interiorul CSAT-ului a fost constituită Comunitatea Națională de Informații (CNI), structură coordonată de consilierul de stat pentru siguranța națională din cadrul Administrației Prezidențiale.
Potrivit hotărârii de înființare a CNI-ului, organizarea și coordonarea unitară a activităților de informații care privesc securitatea națională se realizează de către CSAT prin Comitetul coordonator pentru CNI.
Comitetul are următoarea componență: Consilierul prezidențial pentru securitate națională, directorii SRI-ului și SIE-ului, miniștrii de interne, de externe, al apărării și al justiției și consilierul primului-ministru pentru probleme de securitate.
Activitatea de secretariat pentru Consiliul Suprem de Apărare a Țării este asigurată de Departamentul Securității Naționale .

## Atribuțiile CSAT-ului
Printre atribuțiile Consiliului Suprem de Apărare a Țării se numără: analizarea și propunerea, conform legii, a strategiilor naționale de securitate, militară și de ordine publică, precum și a măsurilor necesare în caz de stări de asediu, urgență, război sau agresiune armată. CSAT-ul propune spre aprobare planul de mobilizare a economiei, actele normative legate de securitatea națională și avizează proiectele de buget ale instituțiilor cu atribuții în domeniu. De asemenea, CSAT-ul numește în funcții cu grad de general și avizează condițiile de intrare sau staționare a trupelor străine pe teritoriul României. 
CSAT-ul face propuneri adresate Președintelui și Parlamentului și adoptă hotărâri proprii, în sfera securității naționale, după cum urmează: concepția fundamentală de apărare a țării; structura sistemului național de apărare; declararea stării de război; suspendarea ostilităților; armistițiu . 
De asemenea, CSAT-ul supune spre aprobare comandantului forțelor armate planurile de întrebuințare a forțelor pe timp de pace, în situații de criză și la război. Comandantul Forțelor Armate are responsabilitatea de a aproba planurile de utilizare a forțelor în situatii de pace, criză și război. Președintele este, de asemenea, responsabil pentru aprobarea orientărilor de bază în domeniul relațiilor internaționale legate de securitatea națională, a proiectelor tratatelor și acordurilor internaționale din același domeniu și stabilirea relațiilor cu organisme similare din străinătate. Comandantul are, de asemenea, responsabilitatea completării structurilor militare cu efective, executarea alarmei de luptă și planurile de acțiune pentru situații precum declararea mobilizării sau stării de război, instituirea stării de asediu sau de urgență, și proiectarea planului de mobilizare a economiei naționale și a bugetului pentru primul an de război. Comandantul este, de asemenea, responsabil pentru verificarea pregătirii populației pentru apărare, repartiția recruților, obiectivele de pregătire a teritoriului, programele multianuale privind înzestrarea forțelor, militarizarea agenților economici și planul comun de intervenție cu Ministerul Interne pentru limitarea efectelor dezastrelor. Regimul rețelelor și echipamentelor de telecomunicații speciale și protecția antiteroristă a demnitarilor sunt, de asemenea, sub responsabilitatea comandantului.

## Ședințe și rapoarte CSAT-ului
Rapoartele CSAT-ului trebuie prezentate Parlamentului, iar, după obținerea aprobării, acestea pot fi publicate în Monitorul Oficial al României. Până în momentul de față, februarie 2023, au fost făcute publice raportele de până în anul 2015 . Lipsa de transparență în acest sens fiind criticată de către presă . 

### 1996
În anul 1996, CSAT-ul s-a întrunit în patru ședințe și a analizat peste 150 de documente, a adoptat 142 de hotărâri și a aprobat 44 de acorduri, protocoale și memorandumuri de colaborare cu ministerele corespondente ale altor state. Hotărârile și măsurile luate au avut în vedere organizarea forțelor armate, dotarea și înzestrarea lor cu noi tipuri de armament și tehnică militară, îmbunătățirea conducerii forțelor armate și mijloacelor destinate apărării, perfecționarea cadrului legislativ și al relațiilor internaționale ale României pentru crearea condițiilor propice aderării la OTAN-ului .

### 1997

#### 7 ianuarie
Pe 7 ianuarie 1997, președintele Emil Constantinescu a convocat CSAT-ul cu scopul adoptării unor măsuri pentru a dinamiza lupa împotriva corupției și a crimei organizate. În acest sens, a fost creat Consiliul Național de Acțiune Împotriva Corupției și Criminalității Organizate (CNAICCO)  . 

### 2001
În anul 2001, CSAT-ul s-a întrunit în 10 ședințe, în care au fost analizate 212 rapoarte și informări și au fost adoptate 170 de hotărâri .
În principal, problemele abordate în cadrul CSAT-ului, au fost abordate în conformitate cu interesele naționale de securitate ale României. Acestea au inclus relansarea candidaturii României pentru aderarea la NATO și Uniunea Europeană, continuarea procesului de reformare a instituțiilor din cadrul sistemului național de apărare, evaluarea factorilor de risc și starea siguranței naționale, precum și analizarea și promovarea proiectelor de legi sau acte normative în domeniile apărării și securității naționale inițiate de Guvern și instituțiile din cadrul sistemului național de apărare .

#### 12 ianuarie 2001
Una dintre temele abordate în cadrul ședinței a fost ideea consilier prezidențial pe probleme de securitate, Ioan Talpeș, de a aduce toate serviciile de informații sub coordonarea președintelui CSAT-ului și formarea unei  „comunități informaționale”. Acest lucru avea să se întâmple de-abia în 2005, când a fost formată CNI-ul. În cadrul ședinței au fost abordate și teme ce țin de organizarea și de funcționare a Ministerului Apărarii, Ministerului de Interne și a însuși CSAT-ului. Un alt subiect abordat a fost cel legat de numirea lui Radu Timofte ca șef al SRI . 

#### 30 martie 2001
În ședinta CSAT-ului din 30 martie a fost analizată și aprobată structura de forțe a armatei în perspectiva anului 2003 prin care MApN-ul se angaja să continue procesul de restructurare în acord cu standardele OTAN-ului. De aseemenea, CSAT-ul a luat în discuție criza din Macedonia accentuând că Romania trebuie să valorifice președinția OSCE-ului, propunînd soluții de rezolvare pașnică a conflictului . În acel moment erau pe agendă probleme mult mai importante, cum ar fi Ordonanța 29 pentru modificarea legii de organizare și funcționare a Ministerului de Interne, pe care CSAT-ul nu le-a abordat . 

#### 8 octombrie 2001
Terorismul a fost principalul subiect pe agenda CSAT-ului. Ședința a avut loc la scurt timp după atacurile teroriste din 11 septembrie. CSAT-ul a prezentat informații în legătură cu modul cum România își respectă angajamentele luate față de OTAN și de SUA, dar și referitor la măsurile luate pe plan intern pentru asigurarea securității. De asemenea, CSAT-ul și-a reiterat poziția în sensul sprijinirii tuturor operațiunilor americane și OTAN-ul . 

### 2002
Pe 27 iunie 2002 a fost adoptată legea privind organizarea și funcționarea Consiliului Suprem de Apărare a Țării . Activitățile CSAT-ului din anul 2002 s-au concentrat pe obiectivul prioritar al acelui an – integrarea în OTAN. Astfel, au fost aprobate: Planul național anual de pregătire a aderării, Planul cu acțiunile prioritare ale Guvernului de promovare a candidaturii țării noastre la Alianța Nord-Atlantică și Programul individual de parteneriat 2002-2003 .
Tot în anul 2002, în urma unei hotărâri a CSAT-ului, mai exact hotărârea numarul nr.0068 din 17 iulie 2002, a fost înființat Centrul Național de Interceptare a Comunicațiilor, care este o structura din cadru Serviciului Român de Informații. Centrul are rolul de a obține, prelucra și stoca informații din domeniul securității naționale .

### 2003
În anul 2003, Consiliul și-a desfășurat activitatea pentru afirmarea intereselor de securitate ale României urmărind consolidarea instituțiilor statului de drept. De asemenea, s-au stabilit direcțiile pentru adoptarea unei diplomații active în relațiile politico-militare cu țările membre ale OTAN-ului și au fost aprobate obiectivele strategice pentru participarea României la activitatea comitetelor și structurilor integrate ale OTAN-ului și s-a decis asupra contribuției la misiunile alianței .

### 2004
În anul 2004, prioritățile CSAT-ului au fost reprezentate de statutul României în Alianța Nord-Atlantică și aderarea la Uniunea Europeană. Astfel au fost adoptate decizii referitoare la promovarea dialogului transatlantic, punerea la dispoziția Alianței a resurselor economice și militare pentru îndeplinirea misiunilor acesteia, sprijinirea dezvoltării relațiilor OTAN-Uniunea Europeană pentru dezvoltarea capacităților la nivelul celor două organizații și deschiderea colaborării cu statele în curs de aderare .

### 2006
În anul 2006, activitățile desfășurate de Consiliu au vizat finalizarea și aprobarea strategiei naționale de securitate a României, elaborarea strategiei naționale de apărare a țării, consolidarea profilului distinct al României în cadrul Alianței Nord-Atlantice, a Uniunii Europene și a celorlalte organizații internaționale la care România este parte .

### 2007
Conform raportului de activitate prezentat în ședință comună a Camerei Deputaților și Senatului, în anul 2007, Consiliul Suprem de Apărare a Țării și-a axat eforturile pe continuarea modernizării domeniului securității naționale. Eforturile s-au focalizat asupra structurilor, normelor, relațiilor, misiunilor, instruirii și resurselor sistemului, cu stricta respectare a principiilor democrației, eficienței și transparenței .

### 2018
În 2018, șeful statului a convocat CSAT-ul de șase ori: pe 20 martie, 27 iunie, 4 septembrie, 11, 19 și 28 decembrie .

#### 20 martie 2018
Membrii Consiliului Suprem de Apărare a Țării (CSAT) au analizat și aprobat activitatea desfășurată de către instituțiile cu atribuții în domeniul securității naționale, Consiliul Operativ de Securitate Cibernetică și Centrul Național de Răspuns la Incidente de Securitate Cibernetică (CERT-RO) în 2017 și au stabilit obiectivele pentru 2018. Institutiile au desfasurat activitati in conformitate cu prevederile Strategiei de Securitate Cibernetică a României. Consiliul Operativ de Securitate Cibernetică are ca priorități asigurarea cooperarii interinstituționale, promovarea măsurilor de securitate cibernetică si intensificarea cooperarii cu partenerii internaționali. CERT-RO se concentrează pe dezvoltarea capabilităților tehnice și umane si adoptarea cadrului instituțional la noile cerințe impuse prin Directivei Europene NIS privind securitatea rețelelor și sistemelor informatice. Un alt punct pe ordinea de zi a ședinței CSAT-ului a fost solicitarea Președintelui Comisiei parlamentare de anchetă a Camerei Deputaților și Senatului de a se clarifica aspecte care țin de desființarea Direcției Generale de Protecție și Anticorupție (DGPA). Membrii Consiliului au decis să pună la dispoziția Comisiei toate documentele și înscrisurile aflate în arhiva CSAT-ului în legătură cu această instituție  .

#### 27 iunie 2018
În cadrul ședinței Consiliului Suprem de Apărare a Țării (CSAT), prima temă de pe ordinea de zi a fost analiza și aprobarea obiectivelor României pentru Summit-ul OTAN-ului iulie. Președintele precizând că acest summit reprezintă o oportunitate de a arăta unitatea și solidaritatea aliaților, relația transatlantică și determinarea aliaților în fața amenințărilor globale. Pentru România, summitul este important pentru consolidarea posturii de apărare și descurajare pe Flancul Estic al OTAN-ului și pentru proiectarea stabilității în vecinătatea estică, în special în regiunea Mării Negre . De asemenea, a fost discutat și subiectul „Roșia Montană” și includerea „Peisajului cultural minier de la Roșia Montană” în Lista Patrimoniului Mondial UNESCO .

#### 4 septembrie 2018
Tema pentru acea ședință a fost  rectificarea bugetară propusă de Guvern pentru instituțiile din domeniul securității naționale. În cadrul rectificării bugetare pozitive, Guvernul a propus tăieri semnificative la foarte multe instituții importante din zona securității naționale . Klaus Iohannis a anunțat că rectificarea bugetară propusă de guvernul Dăncilă nu a primit aviz favorabil, întrucât guvernul nu a putut explica de ce au fost tăiate fonduri semnificative ale instituțiilor din domeniul securității naționale .

#### 11 decembrie 2018
Ședința din acea dat a fost suspendată de către Președintele României la solicitarea membrilor Consiliului, având în vedere faptul că ordinea de zi a cuprins tematici importante referitoare la apărarea țării și securitatea națională, fapt care a generat discuții prelungite . Următoarea ședință ar fi trebuit să aibă loc pe 19 decembrie .

#### 19 decembrie 2018
În cadrul ședințelor din 11 și 19 decembrie, membrii Consiliului Suprem de Apărare a Țării au analizat și aprobat înființarea Comandamentului Apărării Cibernetice în subordinea Statului Major al Apărării . Una dintre cele mai importante teme a fost cea legată de Planul de înzestrare a Armatei României pentru perioada 2019-2028. Planul de înzestrare a Armatei României este un document care stabilește obiectivele și prioritizarea echipamentelor și tehnicii militare necesare pentru a asigura capacitatea de descurajare și apărare a Armatei României. Raportul de după ședință mai menționează că alocarea a 2% din PIB pentru apărare începând cu 2017, în baza Acordului politic național privind creșterea finanțării, a permis majorarea alocațiilor bugetare pentru înzestrare și inițierea unui amplu proces de modernizare a structurii de forțe .
De asemenea, CSAT-ul a decis că 1.902 militari din Armata României vor participa, în 2019 la misiuni în afara teritoriului statului, în creștere cu 127 militari față de anul 2018. Forțele Ministerului Afacerilor Interne, care vor participa în anul 2019 la misiuni și operații în afara teritoriului statului român, urmând să fie de 759 de militari și polițiști . 
În cadrul acestor ședințe s-a analizat și aprobat Conceptul de constituire pe teritoriul României a Comandamentului Corpului Multinațional de Sud-Est. Inițiativa s-a dezvoltat în contextul în care țările membre OTAN-iste au adoptat la Summit-ul OTAN-ului de la Bruxelles, din 11-12 iulie 2018, cel mai mare plan de reîntărire a apărării colective, reliefând importanța strategică a regiunii Mării Negre pentru securitatea spațiului euroatlantic și necesitatea creșterii prezenței aliate înaintate în această regiune. De asemenea, au fost avizate și propunerile de buget pentru anul 2019 ale instituțiilor cu atribuții în domeniul securității naționale .

#### 28 decembrie 2018
În cadrul acestei ședințe, CSAT-ul a respins propunerile ministrului Apărării, Gabriel Leș, de a-l numi postul de șef al Statului Major al armatei pe generalul Dumitru Scarlat iar președinteșe Iohannis a anunțat că prelungește mandatul generalului Nicolae Ciucă, care ar fi expirat la 31 decembrie . Potrivit legii, poziția de Șef al Statului Major poate fi ocupată de unul dintre comandanții celor 3 arme din România: Marină, Aviație și Terestră – situație în care generalul Scarlat, propunerea ministrului Apărării, nu se află în acel moment .  

### 2019
În 2019, CSAT-ul a avut trei ședințe, în zilele de 30 iulie, 27 noiembrie și 17 decembrie. Potrivit rapoartelor celor două comisii parlamentare, în ședințele CSAT-iste din 2019 au fost emise 118 hotărâri, dintre care 102 au fost îndeplinite, iar 16 se aflau în diferite stadii de implementare .

#### 30 iulie 2019
În cadrul ședinței Consiliului de Securitate și Apărare a Țării (CSAT), s-a discutat despre rapoartele Ministerului Afacerilor Interne și Serviciului de Telecomunicații Speciale referitoare la gestionarea evenimentului tragic de la Caracal . S-a constatat că instituțiile responsabile de securitatea cetățenilor au eșuat în a proteja dreptul la viață și integritate datorită unui șir de erori inacceptabile. Klaus Iohannis a declart după ședință că "Statul român trebuie resetat, cu profesioniștii pe care îi are și pe care îi poate atrage și cu o conducere politică care înțelege care îi e rolul, de a întări statul, nu de a-l slăbi. Pe termen mediu, soluția este depolitizarea întregului aparat de stat în zonele în care e nevoie de profesioniști." 
În continuare, CSAT-ul a aprobat participarea Armatei României și a Ministerului Afacerilor Interne la misiuni și operații în afara teritoriului românesc în 2020, incluzând participarea cu o navă comandant la Grupul nr. 2 al Forțelor OTAN-ului Permanente. Armata României urmând să participe cu un efectiv de 2.376 militari și civili la misiuni și operații în afara teritoriului statului român, iar Ministerul Afacerilor Interne cu 1.009 militari și polițiști. 
CSAT-ul a mai aprobat declararea autostrăzii Ploiești-Brașov ca obiectiv strategic și a avizat proiectul Ordonanței de urgență privind identificarea și protecția infrastructurii critice. În final, s-au avizat propunerile de rectificare bugetară și s-a aprobat eliberarea directorului Serviciului de Telecomunicații Speciale din funcție .

#### 27 noiembrie
Președintele Iohannis a declarat că, în cadrul ședinței, au fost dezbătute mai multe subiecte, incluzând participarea la ședința OTAN-ului din Londra, unde România va sublinia importanța Regiunii Mării Negre și angajamentul de a aloca 2% din PIB-ul pentru apărare. De asemenea, a fost aprobată participarea a peste 2.669 militari, dintre care 543 urmând să rămână în așteptare pe teritoriul național, din Armata României și 1.855 militari și polițiști la misiuni internaționale, dintre care 791 vor participa la misiuni și operații în afara teritoriului statului român, iar 1.064 vor fi în așteptare pe teritoriul național, dislocabili la ordin  . Numărul forțelor din cadrul MApN-ului și MAI-ului fiind modificat față de ședința precedentă a CSAT-ului. Acesta a declarat că număr impresionant demonstrează angajamentul României de a oferi securitate și de a participa activ la misiuni internaționale .

#### 17 decembrie 2019
În cadrul ședinței a fost aprobat proiectul de buget pentru anul 2020 pentru: Ministerul Apărării Naționale, Ministerului Afacerilor Interne, Serviciului Român de Informații, Serviciului de Informații Externe, Serviciului de Telecomunicații Speciale și ale Serviciului de Protecție și Pază. Ministerului Apărării Naționale i s-a menținut alocarea de 2% din PIB, iar fondurile avizate pentru celelalte instituții din domeniul apărării țării și securității naționale vor asigura îndeplinirea misiunilor și obiectivelor lor  .

### 2020
În anul 2020, primul an al pandemiei, au fost patru reuniuni: pe 26 februarie, 27 mai, 6 octombrie și 3 decembrie . Potrivit rapoartelor celor două comisii parlamentare, în ședințele CSAT-iste din 2020 au fost 162 de hotărâri, dintre care 136 au fost îndeplinite, iar 26 se aflau în diferite stadii de implementare .

#### 26 februarie 2020
Consiliul Suprem de Apărare a Țării (CSAT) s-a întrunit pe tema noului coronavirus . La acel moment nu existau confirmări ale unui caz de infecție în România. Guvernul Orban a adoptat norme pentru a preveni și combate efectele covid19. Ședința CSAT-ului a subliniat necesitatea de a rămâne la un nivel ridicat de implicare și vigilență și de a realiza eforturi concentrate și unite pentru prevenirea și gestionarea cazurilor de infecție. S-a stabilit că este necesară o comunicare eficientă și aplicarea riguroasă a măsurilor de prevenție. S-au hotărât măsuri suplimentare de control la punctele de frontieră pentru identificarea potențialilor bolnavi cu afecțiuni respiratorii și prevenirea infecției cu noul coronavirus la punctele de frontieră terestră, maritimă, fluvială și aeriană .

#### 27 mai 2020
În cadrul ședinței Consiliului Suprem de Apărare a Țării din acea dată a fost discutată Strategia Națională de Apărare a Țării pentru perioada 2020-2024. Strategia a fost elaborată în contextul pandemiei COVID-19 și a crizei economice asociate, care au crescut impredictibilitatea și volatilitatea din mediul de securitate internațional. Președintele Iohannis a precizat că strategia oferă răspunsuri la problemele de securitate ale României și oferă soluții pentru a le aborda prin politici publice concepute în jurul cetățeanului. Aceasta abordează multiple dimensiuni ale securității, inclusiv apărarea armată, politica externă, ordinea publică, educația, sănătatea, economia, mediul, securitatea energetică și securitatea cibernetică. Strategia a fost concepută pentru a-i proteja pe cetățeni și instituțiile statului, iar România este un stat care își protejează cetățenii și care își pune instituțiile publice în serviciul lor . 
În plus, membrii Comitetului Suprem de Apărare a Țării au examinat și validat forțele armate ale României, disponibile pentru participarea la misiuni și acțiuni externe în anul 2021 . Totodată, a fost aprobat Programul privind transformarea, dezvoltarea și înzestrarea Armatei României până în anul 2026 și în perspectivă, precum și numirea lui Ionel Sorin Bălan ca director al Serviciului de Telecomunicații Speciale .

#### 6 octombrie 2020
Președintele Klaus Iohannis și membrii Consiliului Suprem de Apărare a Țării au stabilit modul în care va fi implementată Strategia Națională de Apărare a Țării pentru perioada următoare. Au fost analizate și aprobate documente importante pentru aplicarea Strategiei, inclusiv Planul de implementare a Strategiei Naționale de Apărare a Țării, Analiza strategică a apărării și Carta Albă a Apărării. Strategia Națională de Apărare a Țării prevede trei faze: încheierea Programului de modernizare a Armatei până în anul 2026; introducerea tehnologiilor noi și reorganizarea Armatei României pentru acțiuni în mai multe domenii (2032) și încheierea Programului Armata în anul 2040  .  
Un obiectiv important al Planului de implementare este revizuirea legislației în domeniul securității naționale și asigurarea unui cadru legal adecvat. Acest lucru include modificarea Legea de organizare și funcționare a Consiliului Suprem de Apărare a Țării, precum și reglementarea în domenii dinamice, cum ar fi managementul crizelor sau securitatea cibernetică. Obținerea acestui obiectiv va conduce la modernizarea și eficientizarea instituțiilor publice, care vor fi mai bine pregătite pentru îndeplinirea sarcinilor lor și pentru a răspunde nevoilor cetățenilor României.
În cadrul ședinței s-a decis că o altă prioritate este monitorizarea elaborării altor strategii, planuri de acțiune și documente programatice de nivel sectorial sau departamental, de către instituțiile publice responsabile pentru securitatea națională, în conformitate cu necesitățile proprii, Programul de guvernare, legislația în vigoare și deciziile Consiliului Suprem de Apărare a Țării .

#### 3 decembrie 2020
În cadrul ședinței extraordinare a CSAT din 3 decembrie, care a avut loc în sistem de videoconferință,  a fost aprobată strategia de vaccinare anti-COVID-19 în România . Tema campaniei de vaccinare anti-COVID-19 fiind cosiderată de președintele României o problemă de securitate națională . Președintele a anunțat că va urma o perioadă de informare permanentă pe aceasă temă și că va exista inclusiv un site dedicat. Acesta a mai precizat că este posibil ca la începutul anului 2021 România să beneficieze de primă tranșă de vaccin de aproximativ un milion de doze .

### 2021

#### 19 februarie 2021
La ședința CSAT-ului din 19 februarie au fost examinate și avizate propunerile de buget pentru 2021 ale: Ministerului Apărării Naționale, Ministerului de Interne, Serviciului Român de Informații, Serviciului de Informații Externe, Serviciului de Telecomunicații Speciale și Serviciului de Protecție și Pază  .

#### 27 aprilie 2021
La ședința din 27 aprilie, s-a discutat despre starea de securitate din regiunea Mării Negre în contextul acumulării de trupe rusești la granița de est a Ucrainei și implicațiile acestui lucru pentru România. România a reiterat importanța respectării suveranității și integrității teritoriale a Ucrainei, precum și necesitatea implementării integral a Acordurilor de la Minsk și a respectării regimului de încetare a focului .A fost menționată și Reuniune Trilaterală România-Polonia-Turcia din 22-23 aprilie 2021, care a avut loc la București și la care au participat, de asemenea, miniștrii de externe din Ucraina și Georgia. Această acțiune vrând să arate angajamentul ferm al României de a promova stabilitatea în regiune .
O altă temă abordată a fost legată de organizarea unui Summit al Formatului București pentru care se discută cu aliații noștri din regiune și de pe Flancul Estic. La ședința Consiliului Suprem de Apărare a Țării, s-a decis să se continue promovarea demersurilor OTAN-ului pentru consolidarea poziției aliate în România și în regiune, într-un mod responsabil și conform cu dreptul internațional. În aceeași ședință a fost analizată și aprobată redislocarea în România a contingentului militar din Afganistan, la încheierea misiunii Resolute Support, conform unui calendar convenit cu partenerii din coaliție. Redislocarea urmând să fie etapizată și să se deruleze pe parcursul următoarelor luni. România planificând să își retragă forțele din Afganistan coordonat cu membrii de coaliție NATO începând cu 1 mai 2021. Toți cei 615 militari și peste 80 de tone de materiale și elemente de logistică urmând să fie extrase cu aeronave militare naționale și ale coaliției  .

#### 25 august 2021
La data de 25 august, a fost examinată retragerea trupelor americane din Afganistan și impactul acesteia asupra intereselor României din punct de vedere al securității, politicii și umanitare. Membrii Consiliului Suprem de Apărare a Țării au apreciat modul în care Celula Interinstituțională de Criză, coordonată de Ministerul Afacerilor Externe, cu sprijinul Serviciului de Informații Externe, Ministerului Apărării Naționale și Serviciului Român de Informații, a gestionat repatrierea a 49 de cetățeni români și relocarea cetățenilor afgani vulnerabili, cum ar fi jurnaliștii, activiștii pentru drepturile omului, magistrații și studenții cu burse în România. Au fost evacuați și 7 cetățeni ai statelor partenere și aliate. CSAT-ul a stabilit că se vor continua acțiunile pentru aducerea în siguranță a cetățenilor afgani vulnerabili și a activat Comitetul Interministerial Coaliția Națională pentru Integrarea Refugiaților. A fost, de asemenea, abordată și decizia Consiliului Nord-Atlantic de a declanșa o operație militară pentru evacuarea cetățenilor afgani care au lucrat pentru misiunile NATO în Afganistan, precum și a membrilor familiilor acestora. CSAT-ul a concluzionat că sunt necesare modificări ale cadrului normativ pentru a oferi asistență eficientă pentru preluarea și relocarea cetățenilor afgani . 

### 2022
În 2022 au avut loc ședințe ale CSAT-ului în lunile martie și octombrie. 

#### 26 ianuarie 2022
În cadrul ședinței Consiliului Suprem de Apărare a Țării din 26 ianuarie, convocat la 5 zile după ce ministrul rus de Externe, Serghei Lavrov, a solicitat NATO retragerea trupelor din România și Bulgaria , s-a discutat despre situația de securitate din Zona Extinsă a Mării Negre și de pe Flancul Estic al OTAN-ului. A fost evaluată evaluată situația din punct de vedere militar, economic și energetic, precum și implicațiile migrației necontrolate. S-a discutat despre tensiunile cauzate de Rusia, care afectează securitatea și stabilitatea internațională. În plus, s-a discutat despre tacticile hibride și posibilitatea de a fi utilizate pentru a destabiliza instituții, precum și despre utilizarea energiei sau a dezinformării pentru a atinge obiective politice . Legat de scaladarea tensiunilor și consolidarea masivă a prezenței militare a Federației Ruse în proximitatea Ucrainei și în regiunea Mării Negre, președintele Iohannis a declarat: „Actuala criză de securitate creată de Rusia nu este doar despre Ucraina, nu este doar despre securitatea regională la Marea Neagră și nici măcar doar despre securitatea europeană, ci este despre securitatea întregului spațiu euroatlantic. De aceea, în aceste momente este important ca la nivelul OTAN-ului și al Uniunii Europene să dăm dovadă de unitate și solidaritate” 
De asemenea, Iohannis a salutat mesajele transmise public de către Joe Biden și de Emmanuel Macron cu privire la disponibilitatea Statelor Unite și a Franței de a spori prezența în țara noastră, ca parte a răspunsului aliat la evoluțiile de securitate din regiune. Acesta precizând că România este în contact cu cei doi aliați pentru a stabili concret modalitățile de realizare pe teritoriul național a prezenței militare a celor doi parteneri . Președintele a mai menționat că la nivelul Uniunii Europene sunt discuatate o serie de sancțiuni care vor avea consecințe masive și costuri serioase pentru Federația Rusă, dacă aceasta va iniția acțiuni agresive împotriva Ucrainei .
De asemenea, președintele a mai menționat că vor fi urgentate procedurile de revizuire a proiectelor de lege referitoare la securitatea națională cuprinse în Planul de implementare a Strategiei Naționale de Apărare a Țării pentru perioada 2020-2024 .

#### 1 martie 2022
La ședința din 1 martie 2022 a CSAT-ului, s-a decis intensificarea demersurilor pentru consolidarea posturii de descurajare și apărare pe Flancul Estic. De asemenea, s-au luat măsuri pentru sprijinirea Republicii Moldova și contribuția României la efortul comunității internaționale de sprijinire a Ucrainei, prin înființarea unei facilități logistice pentru colectarea și transportul ajutorului umanitar. Au fost adoptate măsuri pentru ajutorarea refugiaților din Ucraina și gestionarea integrată a unui aflux masiv de persoane . 
A fost reiterată importanța apartenenței României la OTAN și a parteneriatului Strategic cu Statele Unite. De asemenea, în ceea ce privește obiectivele strategice, se hotărât că este necesară creșterea capacității de apărare a statului român astfel, Președintele considerând că se impune creșterea procentului din PIB-ul alocat cheltuielilor de Apărare de la 2% la 2,5% .

#### 25 octombrie 2022
La ședința Consiliului Suprem de Apărare a Țării din 25 octombrie 2022, Președintele României, Klaus Iohannis, a condus discuțiile despre conflictul din Ucraina și impactul acestuia asupra regiunii Mării Negre și a securității euroatlantice și globale, fiind reiterată importanța intensificării dialogului cu Turcia, Bulgaria și Georgia în ceea ce privește securitatea Mării Negre .
Au fost discutate măsurile necesare pentru a sprijini Ucraina și pentru a contracara amenințările potențiale, precum și implementarea deciziilor adoptate la Summitul NATO-ului de la Madrid. Au fost, de asemenea, discutate oportunitățile de conectivitate în sectorul energetic și de transport din regiune, precum și îmbunătățirea rezilienței energetice a României. Membrii Consiliului au reiterat că întărirea securității și apărării naționale rămâne obiectivul prioritar. Au fost, de asemenea, discutate planurile de dezvoltare a producției de gaze naturale, utilizarea resurselor energetice pe bază de cărbune, accesul la surse alternative de gaze naturale și introducerea reactoarelor nucleare de generația a VI-a, mici și modulare .

### 2023

#### 11 aprilie 2023
Președintele Klaus Iohannis a convocat o ședință CSAT-istă pe 11 aprilie. Principalul subiect de discuție a fost situația securității din regiunea Mării Negre și implicațiile acesteia pentru România, având în vedere evoluțiile legate de agresiunea Rusiei împotriva Ucrainei și intervențiile externe ale Rusiei în procesul democratic din Republica Moldova. Membrii consiliului au subliniat necesitatea unei abordări cuprinzătoare pentru a asigura securitatea și stabilitatea regiunii și pentru continuarea sprijinului pentru Ucraina și Moldova. Aceștia au discutat, de asemenea, despre dezvoltarea capacităților de aviație militară a României, inclusiv achiziția de avioane F-35, și necesitatea consolidării capacităților de apărare aeriană și antirachetă ale țării   .

## Legături externe
- Consiliul Suprem de Apărare a Țării Arhivat în 5 decembrie 2006, la Wayback Machine. csat.presidency.ro
- Componenta CSAT Arhivat în 12 februarie 2023, la Wayback Machine.